# 성별 자기식별

국가와 지방 행정구역별로 성별 자기식별이 인정되는지 여부를 표시한 지도

성별 자기식별(性別自起識別) 또는 젠더 자기식별(Gender self-identification)은 법적 성별과 세상에서 인정되는 성별은 성별 정체성을 기준으로 해야 한다는 가치관이다. 트랜스젠더 인권 운동에서 지지하고 젠더론 반대운동에서 반대한다.

## 같이 보기
- 논바이너리 젠더의 법적 인정